# VW Typ 5Z6
Der Volkswagen Typ 5Z6 (Modellbezeichnung SpaceFox, Suran, SportVan und SpaceCross) ist ein Minivan auf Basis des VW Fox, der zwischen 2006 und 2019 in dem brasilianischen VW-Werk São José dos Pinhais hergestellt wurde. Tatsächlich handelt es sich um eine Variante des Fox, die länger, aber nicht höher ist als das Basismodell; man könnte daher auch von einem Kombi sprechen. Die drei größten Märkte sind Brasilien (wo er „SpaceFox“ genannt wird), Mexiko („SportVan“) und Argentinien („Suran“). Auch wird er in andere Länder in Lateinamerika und Afrika exportiert. Der Wagen ist mit 1,6-Liter-Vierzylindermotoren ausgestattet, die 76 bis 88 kW (104 bis 120 PS) entwickeln.
Eine SUV-Variante wird als VW SpaceCross (bzw. Suran Cross) angeboten.
In Europa wurde der SpaceFox nicht angeboten.

## Technische Daten
|                            | 1.6 (Brasilien)       |                       |                       |
| Bauzeitraum                | 2006–2015             | 2015–2017             | 2017–2019             |
| Motorkenndaten             |                       |                       |                       |
| Motortyp                   | R4-Ottomotor          | R4-Ottomotor          | R4-Ottomotor          |
| Hubraum                    | 1599 cm³              | 1598 cm³              | 1598 cm³              |
| max. Leistung bei min−1    | 76 kW (103 PS) / 5750 | 88 kW (120 PS) / 5750 | 76 kW (104 PS) / 5250 |
| max. Drehmoment bei min−1  | 138 Nm bei 3250       | 165 Nm bei 4000       | 153 Nm bei 2500       |
| Kraftübertragung           |                       |                       |                       |
| Antrieb, serienmäßig       | Vorderradantrieb      | Vorderradantrieb      | Vorderradantrieb      |
| Getriebe, serienmäßig      | 5-Gang-Schaltgetriebe | 6-Gang-Schaltgetriebe | 5-Gang-Schaltgetriebe |
| Messwerte                  |                       |                       |                       |
| Höchstgeschwindigkeit      | 175 km/h              | 191 km/h              | 183 km/h              |
| Beschleunigung, 0–100 km/h | 11,1 s                | 10,1 s                | 10,9 s                |
| Leergewicht                | 1138 kg               | 1158 kg               | 1180 kg               |
| Tankinhalt                 | 50 l                  | 50 l                  | 50 l                  |

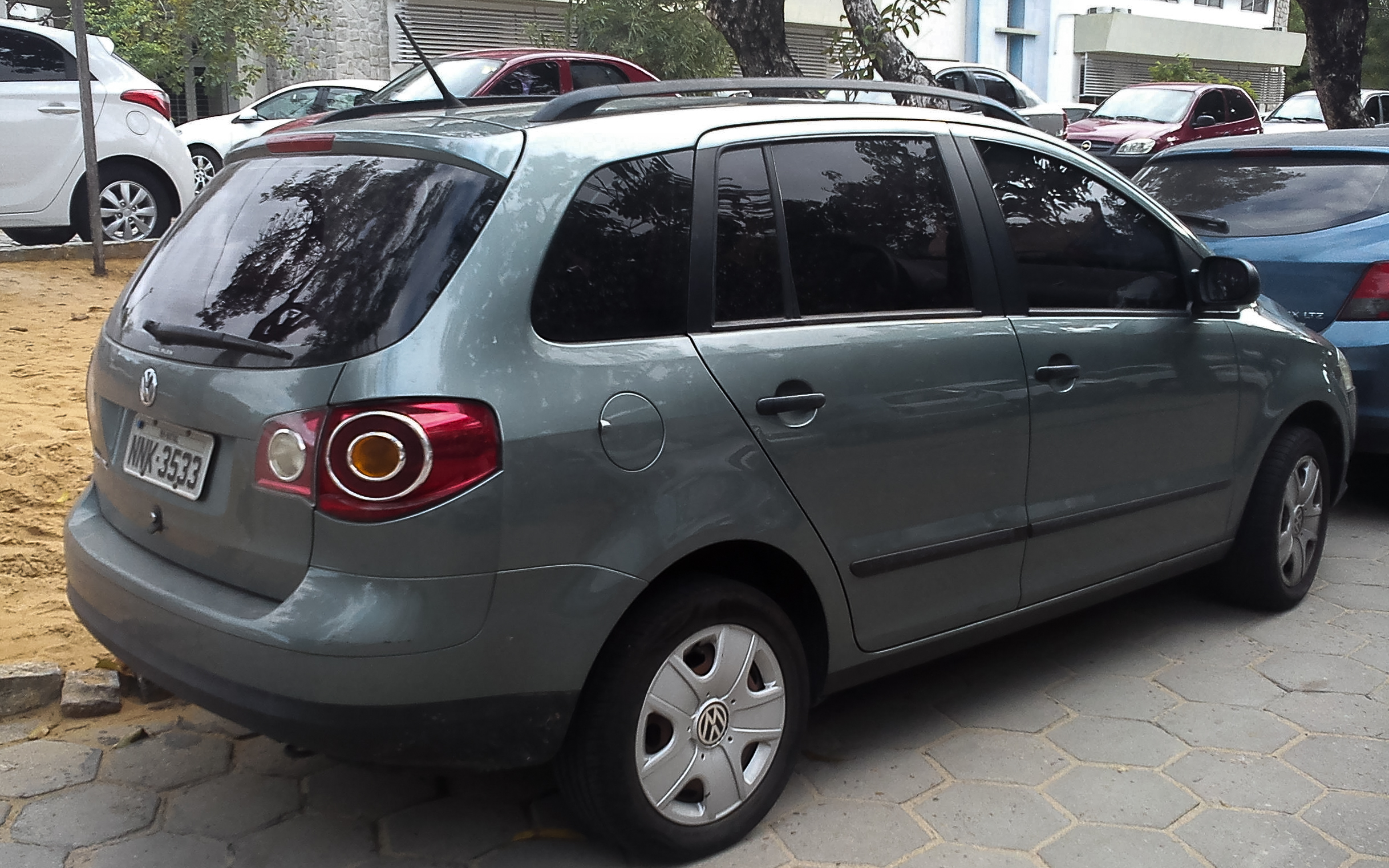
Heckansicht SpaceFox
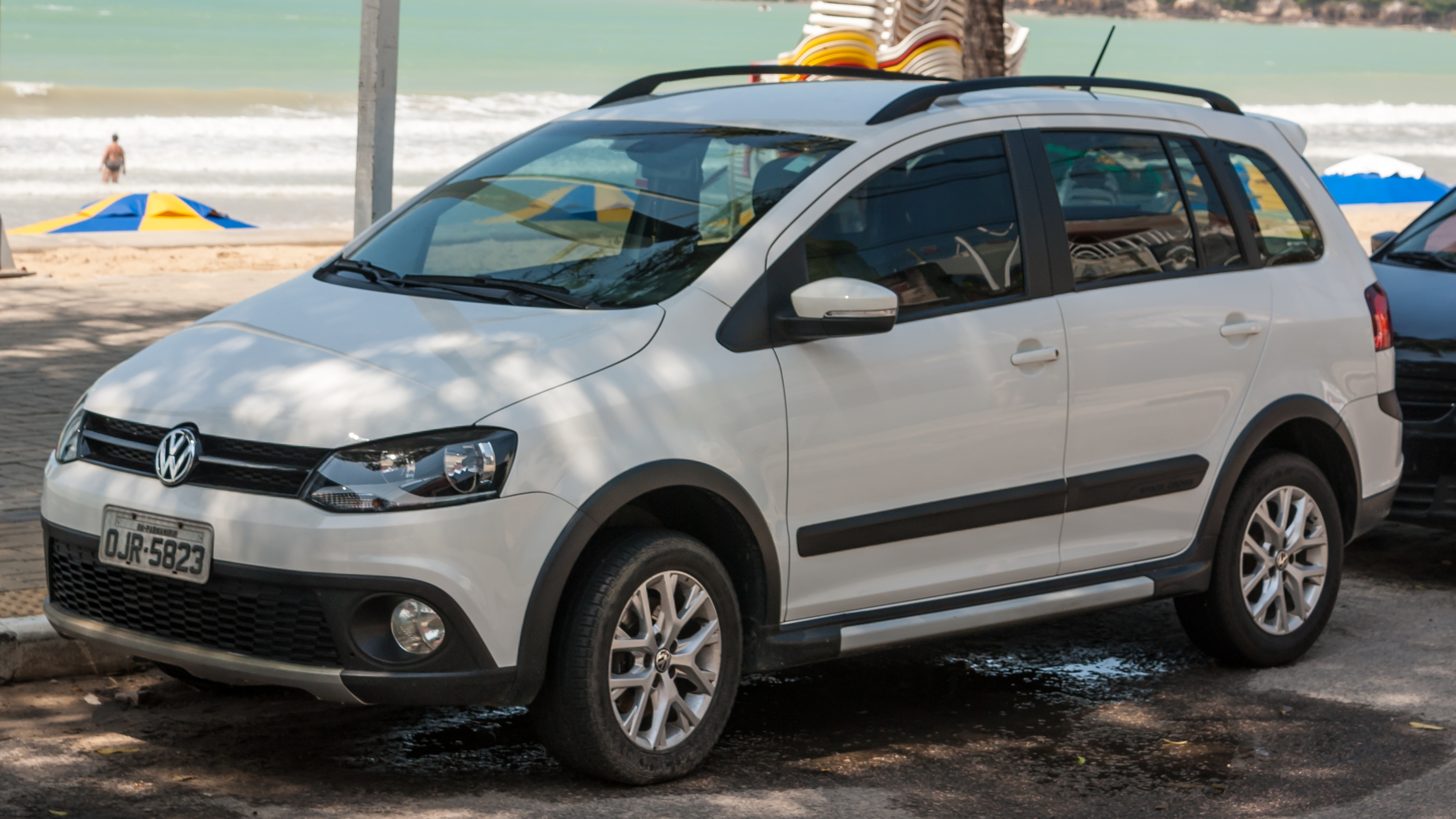
SpaceCross (Faceliftmodell)